# Angaria formosa
Angaria formosa is een slakkensoort uit de familie van de Angariidae. De wetenschappelijke naam van de soort is voor het eerst geldig gepubliceerd in 1843 door Reeve.